# Парад на Красной площади 9 мая 2010 года

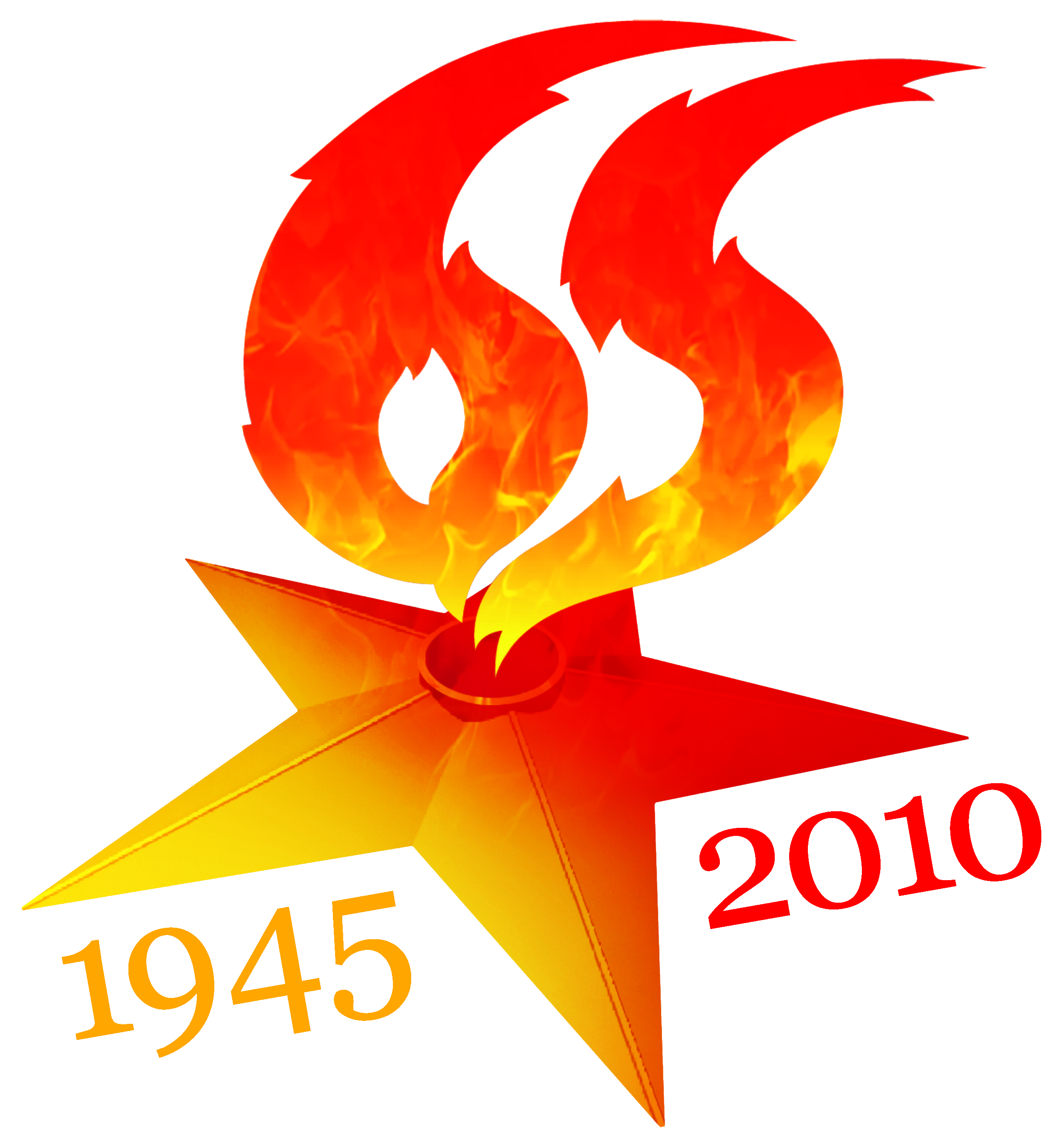
Логотип мероприятия

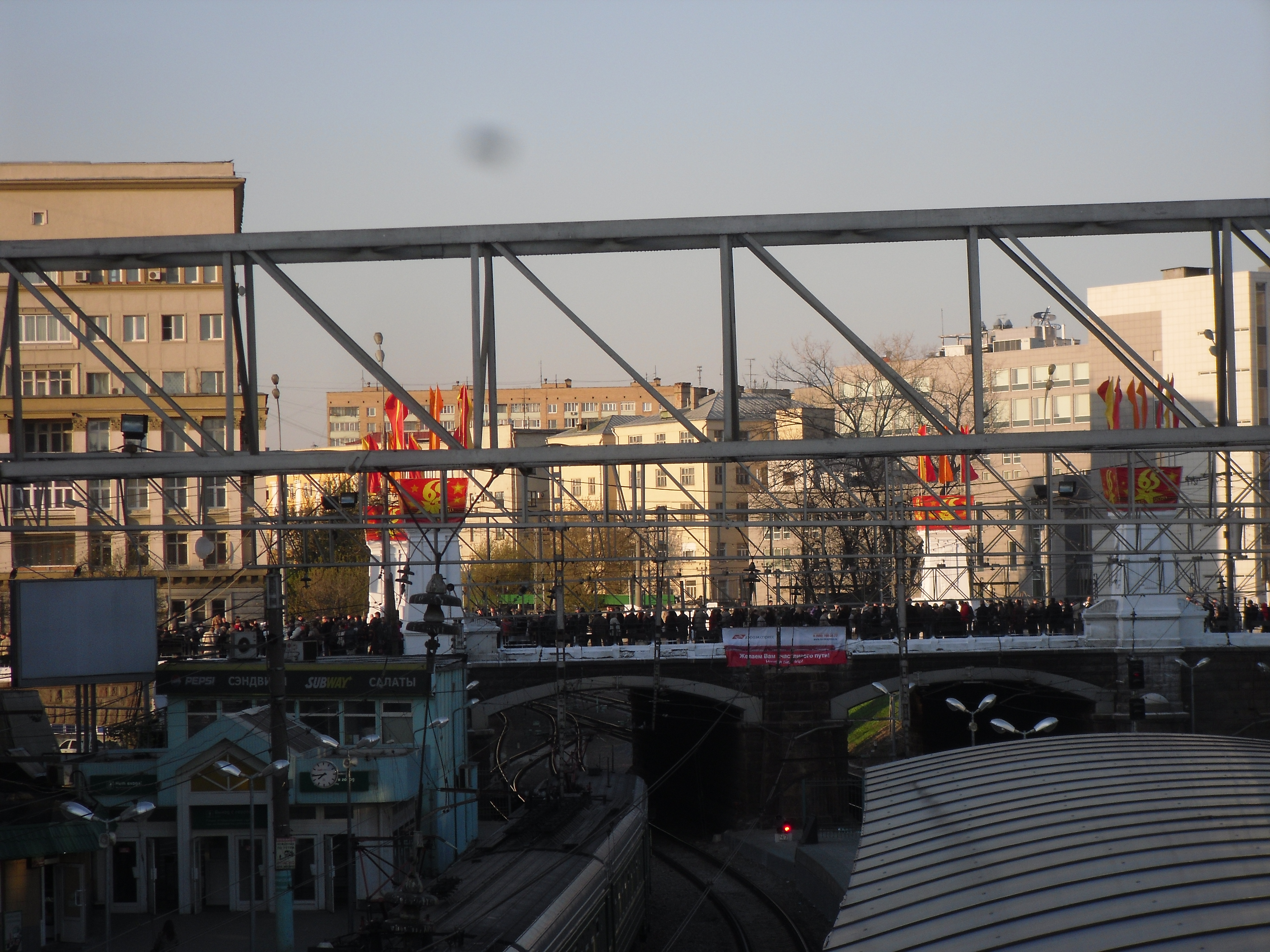
Белорусский вокзал — вид на Тверской путепровод во время репетиции парада 27 апреля 2010 года

Парад на Красной площади 9 мая 2010 года, посвящённый 65-й годовщине победы в Великой Отечественной войне. Начало парада — в 10:00. Одной из особенностей парада является его увеличенная продолжительность, которая составила 1 час 15 минут вместо обычного одного часа, хотя первоначально планировалось, что он будет длиться 1 час 30 минут.
В параде приняли участие военные из стран — участников Содружества Независимых Государств, а также союзников по антигитлеровской коалиции — США, Великобритании, Польши и Франции общей численностью около тысячи человек. От Франции в параде приняли участие лётчики эскадрильи «Нормандия-Неман», от Великобритании — солдаты 2-й роты, 1-го батальона Уэльского полка, от США — военнослужащие 2-го батальона 18-го пехотного полка, высаживавшегося в Нормандии, от Польши — рота почётного караула Войска Польского. Единственное из государств на постсоветском пространстве, не получившее приглашения на парад 65-летия Победы, — Грузия.
Всего в параде на Красной площади приняли участие 11 135 военнослужащих, 161 единица военной техники, а также 127 самолётов и вертолётов. Программа состояла из двух частей: исторической и современной. С гостевых трибун за парадом наблюдали около трёх тысяч ветеранов.
Подготовка к параду началась в октябре 2009 года. 6 апреля 2010 начались тренировки сводных подразделений. Непосредственно перед парадом прошли три ночные тренировки, а также дневная генеральная репетиция непосредственно на Красной площади. Мавзолей Ленина был задрапирован.
Всего парады и праздничные шествия по случаю 65-летия Победы прошли в 72 городах страны. Для участников Великой Отечественной войны проезд по всей стране на любых видах транспорта бесплатен с 3 по 12 мая.

## Репетиция парада
Репетиция парада проходила в течение нескольких дней. Также присутствовали наблюдающие за репетицией.

### 4 мая
Во вторник в Москве началась репетиция парада Победы в Великой Отечественной войне с участием экипажей ВВС. Это была первая из запланированных репетиций участия в параде воздушной техники. Репетиция была проведена успешно, самолёты выполнили отрепетированную программу и приземлились на базе.

### 6 мая

#### Воздушная техника
Была проведена вторая репетиция участия в параде воздушной техники. В репетиции участвовали все войска, кроме иностранных делегаций. Дороги в центре Москвы были перекрыты.

#### Наземная техника
Была проведена репетиция проезда военной техники по Новому Арбату.

## Ход парада

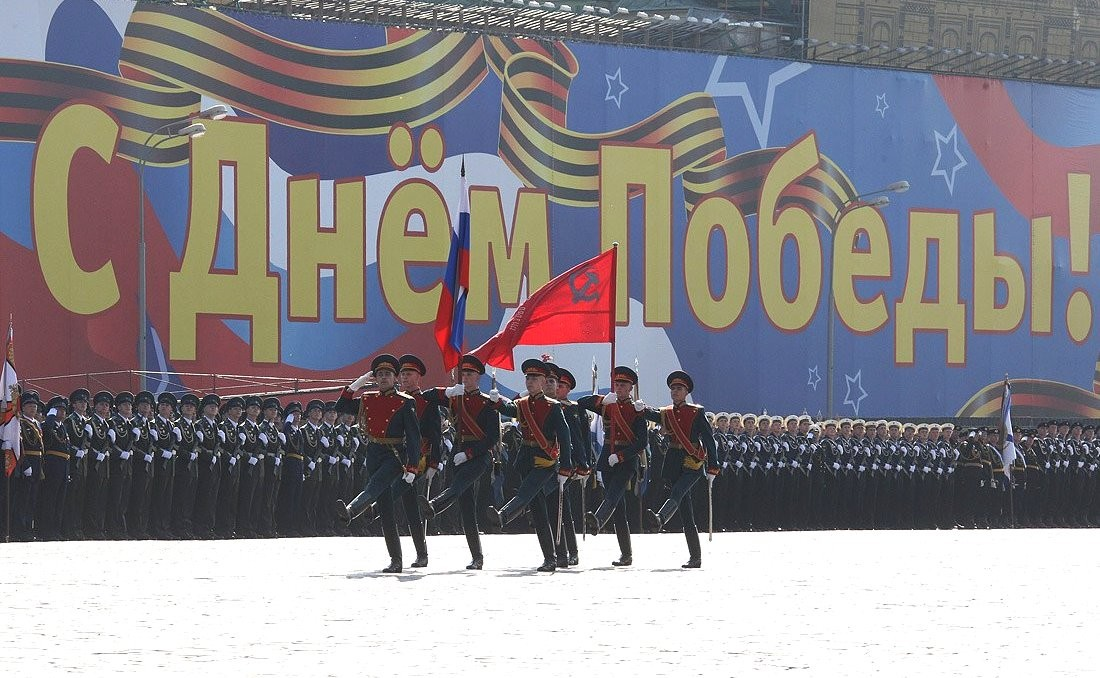
Вынос государственного флага России и Знамени Победы

## Ход парада[7]

### Начало парада (10:00 — 10:14)
Военный парад начался 09.05.2010 года в 10 утра по московскому времени. Под бой курантов Спасской башни на Красной площади началось мероприятие в честь 65-летия Победы в Великой Отечественной войне. Торжество началось с выноса государственного флага РФ и Знамени Победы.
После этого состоялась встреча между командующим войсками Московского военного округа (МВО) генерал-полковником Валерием Герасимовым, командующего парадом, и министром обороны РФ Анатолием Сердюковым, принимающим парад, после чего они вместе объехали парадный строй войск.

### Доклад министра обороны, речь Президента (10:14 — 10:20)
В 10:14 Сердюков доложил Верховному главнокомандующему Дмитрию Медведеву о готовности войск к параду. По окончании доклада президент России произнес речь. 
65 лет назад был разгромлен нацизм, остановлена машина уничтожения целых народов. Нашей стране и всей Европе возвращен мир. Положен конец идеологии, разрушавшей основы цивилизации. Советский Союз принял на себя основной удар фашистов, которые бросили на Восточный фронт три четверти своих войск. Они хотели испепелить нашу страну, но встретили сопротивление, беспримерное по мужеству и силе, — отметил Медведев. — Оборона Москвы и Ленинграда, Сталинградская битва, Курская дуга — это не просто этапы той войны, это кровь и слезы, горечь поражений и радость побед, ранения и гибель боевых товарищей. И один выбор — либо победить, либо стать рабами.

Также Медведев подчеркнул: 
мы никогда не забудем солдат, сражавшихся на фронтах, женщин, заменивших мужчин на заводах, детей, прошедших через немыслимые для их возраста испытания, — все они герои войны.

Он напомнил: 
война лишила жизни десятки миллионов людей — граждан многих возрастов, многих стран, вероисповеданий. В России практически в каждой семье есть тот, кто погиб или пропал без вести, кто умер от голода в блокаду, кого сожгли в печах концлагерей. С этим невозможно смириться, невозможно забыть. Вечная им память.
Обращаясь к ветеранам, президент РФ подчеркнул, что 65 лет назад они «завоевали мир для нашей страны и для всей планеты, дали нам саму возможность жить». «Низкий вам поклон», — сказал Медведев. Своё выступление Медведев завершил словами: «Слава победителям!». Войска, выстроенные на площади, ответили Верховному главнокомандующему троекратным «Ура!», после чего прозвучал гимн России.

### Прохождение войск

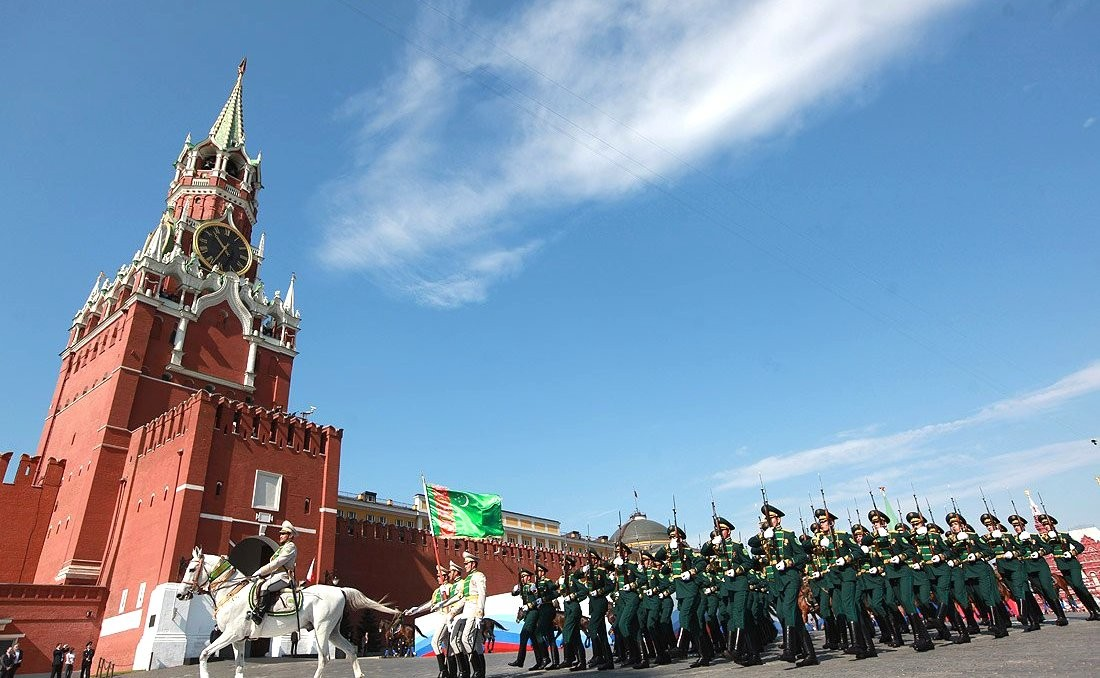
Прохождение почётного караула вооружённых сил Туркменистана

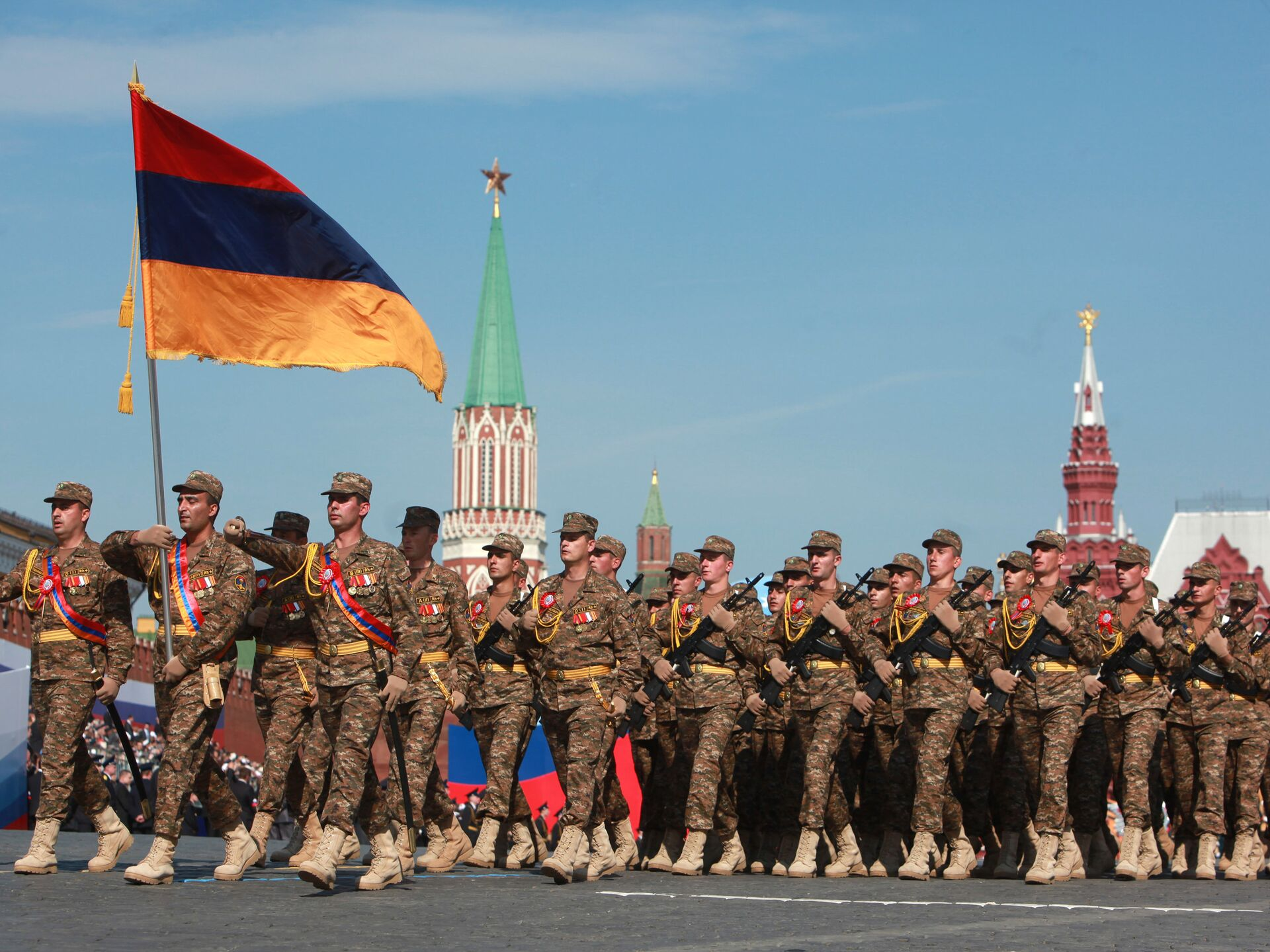
Прохождение почётного караула вооружённых сил Армении

Начался сам парад войск. По Красной площади торжественным маршем прошли около 10,5 тысячи российских военнослужащих и почти тысяча иностранных военнослужащих из СНГ и стран антигитлеровской коалиции — Польши, Великобритании, США и Франции. Кроме того, по брусчатке главной площади страны проехала 161 единица военной техники, а в небе над Москвой пролетели 127 самолётов и вертолётов.
Торжественное прохождение войск открыла рота барабанщиков института военных дирижёров Военного университета МО РФ, после которой по Красной площади прошли знаменные группы с государственным флагом РФ, Знаменем Победы, которое специально для этого доставили из Центрального музея Вооружённых сил, знаменем Вооружённых сил РФ, а также военнослужащие, которые понесли штандарты фронтов, знаменная рота и почётный караул трёх видов Вооружённых сил РФ.

#### Историческая часть
Историческая часть парада началась с прохождения роты пехоты, ВВС и ВМФ в форме времён Великой Отечественной войны. За ними проследовали военнослужащие из Азербайджана, Армении, Белоруссии, Казахстана, Киргизии, Молдавии, Таджикистана и Украины (общее количество - 70 человек).
Вслед за участниками из стран СНГ по брусчатке Красной площади торжественным маршем прошёл батальон почётного караула Вооружённых сил Польши и военнослужащие стран антигитлеровской коалиции: гвардейцы 2-й роты 1-го батальона Уэльского полка армии Великобритании (71 человек), второй батальон 18-го пехотного полка США, участвовавший в высадке в Нормандии в 1944 году (76 человек), а также пилоты легендарной французской эскадрильи «Нормандия-Неман» (68 человек).
Замыкала строй иностранных участников рота Вооружённых сил Туркменистана (68 военнослужащих) во главе с командиром, который проскакал по Красной площади на ахалтекинском жеребце — прямом потомке того коня, на котором в 1945 году маршал Георгий Жуков принимал Парад Победы, и который запечатлен на памятнике перед Историческим музеем. После этого по Красной площади проехал конный полуэскадрон.

#### Современная часть

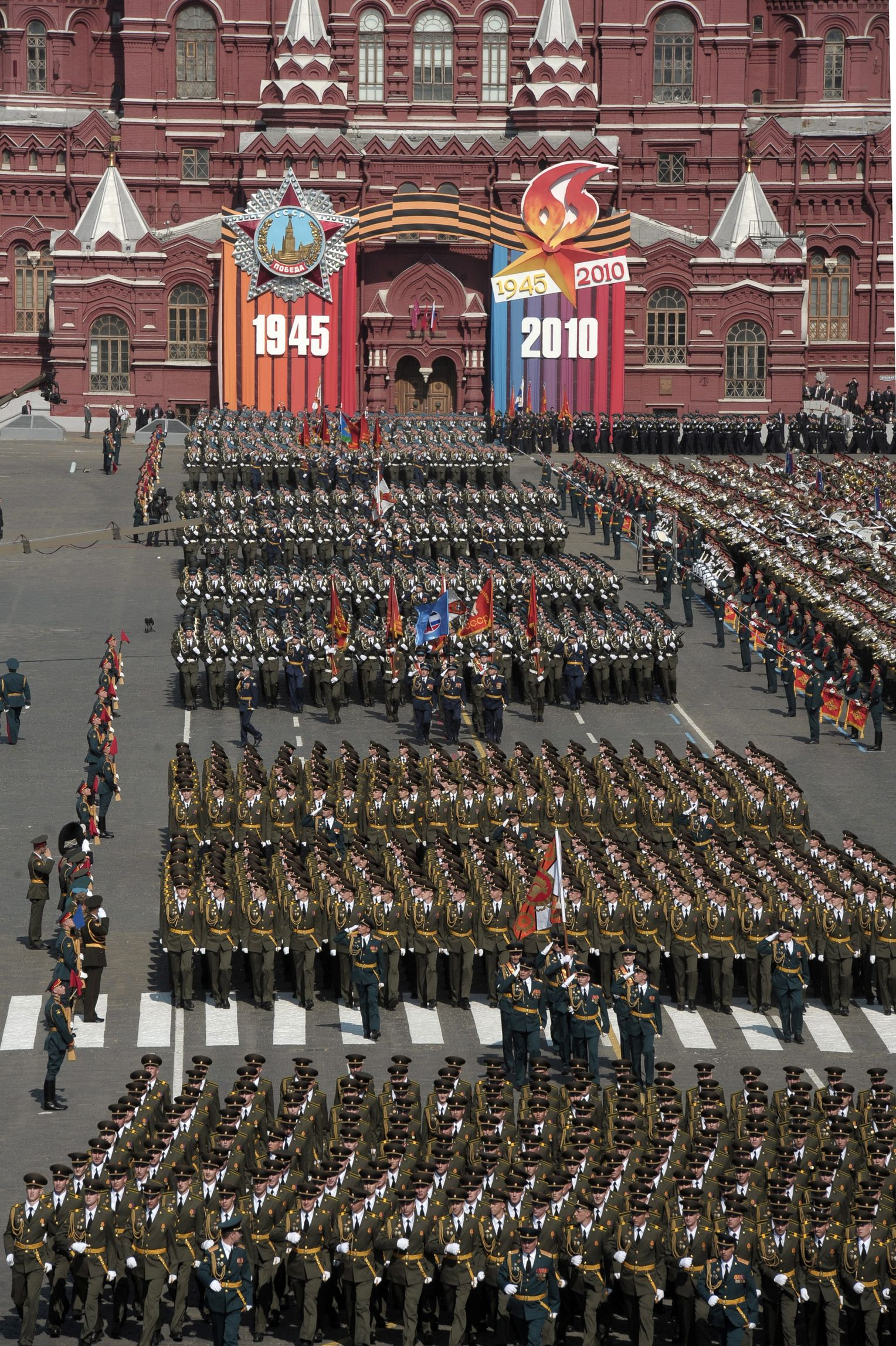
Прохождение войск

В современной части парада прошли колонны Общевойсковой академии Вооружённых сил Российской Федерации, Военного университета Минобороны, Военно-воздушной академии имени Жуковского и Гагарина, Ярославского высшего зенитного ракетного училища, Балтийского военно-морского института имени Ушакова, батальона морской пехоты Береговых войск, колонны Военной академии РВСН имени Петра Великого и Серпуховского военного института РВСН.
За ними парадным строем промаршировали военнослужащие Военно-космической академии имени Можайского, Московского военного института радиоэлектроники Космических войск, Рязанского высшего воздушно-десантного командного училища имени Маргелова, а также парадный расчёт 331-го парашютно-десантного полка ВДВ.
Затем по площади прошли батальоны Московского пограничного института ФСБ России, Внутренних войск МВД России, Академии гражданской защиты МЧС России, Военно-технического университета Спецстроя России, 5-й и 27-й общевойсковой мотострелковой бригады, Московского высшего военного командного училища.

### Прохождение наземной техники (… — 10:57)

#### Историческая часть
Проход военной техники открыли 9 легендарных танков Т-34-85, вслед за которыми по брусчатке площади проехал один автомобиль «Виллис», 2 ГАЗ-67Б и 8 самоходных артиллерийских установок СУ-100.

#### Современная часть
После этого на площадь вышли современные боевые машины: по 13 бронированных автомобилей «Тигр», разведывательно-патрульных машин «Выстрел», бронетранспортёров БТР-80, боевых машин пехоты БМП-3, танков Т-90А. За ними проследовала колонна из 12 самоходных гаубиц «Мста-С». Затем по площади проехали 8 самоходных установок ЗРК «Бук-М2», 8 тяжёлых огнемётных систем ТОС-1А и реактивных систем залпового огня «Смерч», а также по 8 зенитных ракетных систем С-400 и зенитных ракетно-пушечных комплексов «Панцирь-С1». Вслед за ними проехали восемь оперативно-тактических комплексов «Искандер-М». Завершили прохождение техники по Красной площади 3 пусковые установки подвижного грунтового ракетного комплекса «Тополь-М».

### Прохождение воздушной техники (10:57 — 11:00)

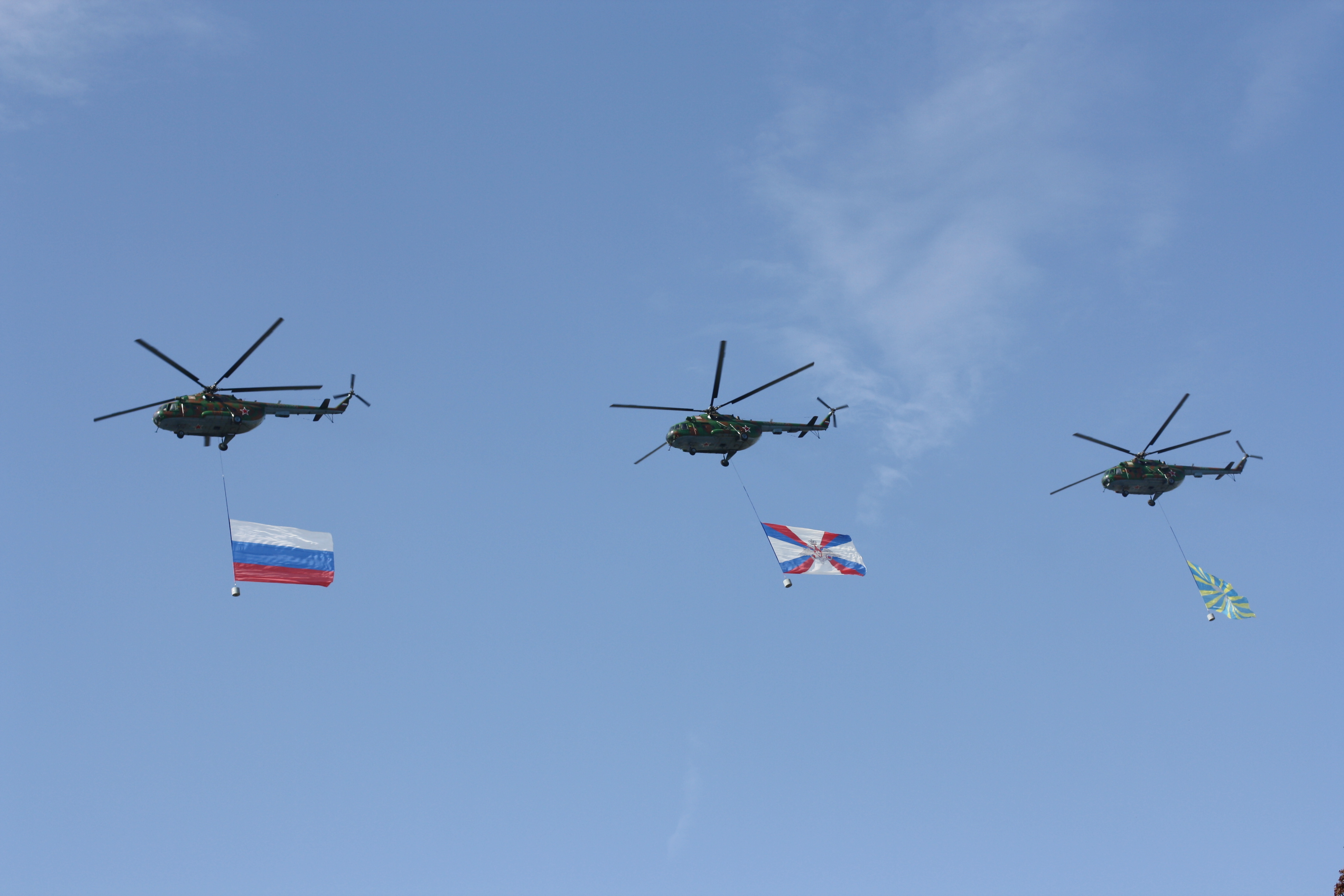
Ми-8 в небе над Красной площадью

В 10:57 над площадью появились вертолёты и самолёты. Авиационную часть парада открыли 10 вертолётов Ми-8, которые несли государственный флаг России, знамя Вооружённых сил, родов и видов войск, флаг с надписью «65» и флаг с надписью «Победа».
После них в небе появились 6 вертолётов Ми-28Н «Ночной охотник» и 6 Ми-24. Одновременно с этой группой, выше них прошли 11 штурмовиков Су-25 и 12 истребителей МиГ-29 пролетели над Москвой в виде числа «65». Затем над Красной площадью впервые в истории появился самый большой и самый грузоподъёмный вертолёт в мире — Ми-26 в сопровождении 4 Ми-8. Вслед за ними зрители парада увидели вертолёты семейства «Ка» — 2 Ка-27, 2 Ка-50 «Чёрная акула» и 2 Ка-52 «Аллигатор».
После вертолётов в небе столицы полетели группы самолётов: военно-транспортный Ан-124 «Руслан» и 4 истребителя Су-27, воздушно-командный пункт на базе самолёта Ил-80 в сопровождении 4 истребителей МиГ-29, самолёт дальнего радиолокационного обнаружения и управления А-50 вместе с 4 Су-27, самолёт-заправщик Ил-78 в строю с 2 фронтовыми бомбардировщиками Су-24М и 4 учебно-боевыми Як-130 (которые впервые приняли участие в параде).
Затем в парадном строю над главной площадью страны пролетел Ил-78, стратегический бомбардировщик Ту-95МС и 4 МиГ-29, 3 Ту-95, ещё один Ил-78, стратегический ракетоносец Ту-160 в сопровождении 4 сверхзвуковых истребителей МиГ-31, 3 Ту-160, 6 сверхзвуковых бомбардировщиков Ту-22М3, один многофункциональный ударный самолёт Су-34, 3 Су-24М, 4 Су-27 и 2 МиГ-29.
За ними в небе появились самолёты пилотажных групп «Русские витязи» и «Стрижи» на 5 Су-27 и 4 МиГ-29. Авиагруппы построились в виде ромба. Закрыли воздушную часть парада 6 Су-25, которые выполнили дымовое обозначение флага Российской Федерации.

### Прохождение оркестров (… — …)

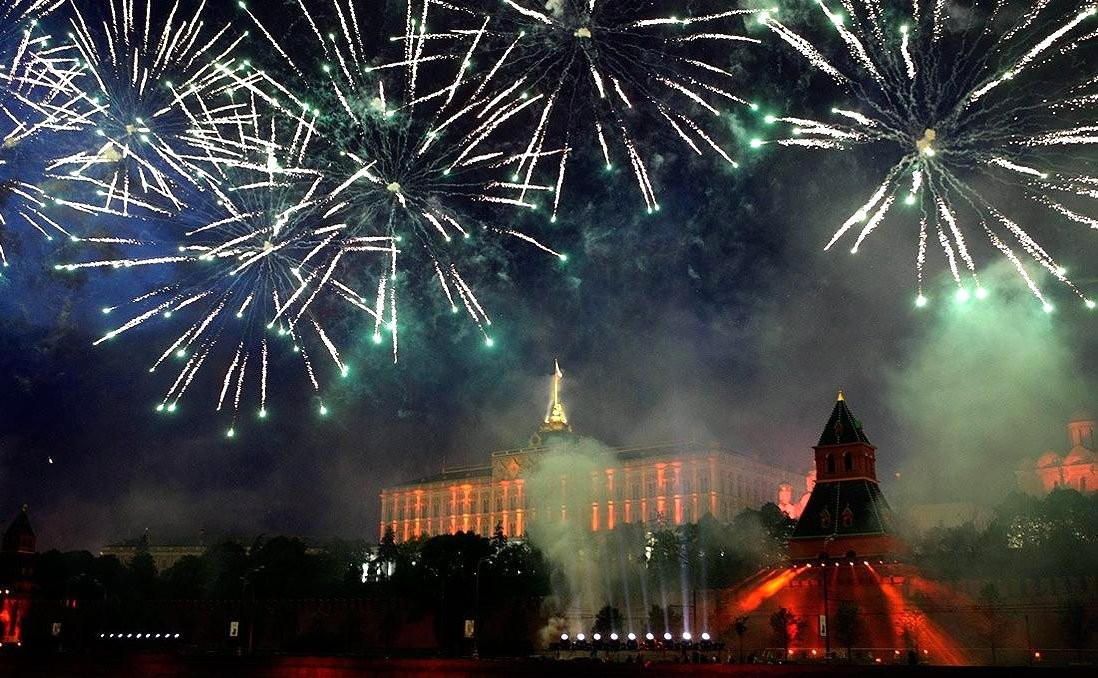
Салют

В финальной стадии парада состоялся проход военных оркестров из США (ВМС), Великобритании (ВВС), Франции (Сухопутные войска). Закрыл парад проход по площади военно-оркестрового полка Вооруженных сил России.

### Окончание парада
В общей сложности парад продлился 72 минуты. В 22:00 в 16 точках Москвы, расположенных во всех административных округах города, включая Зеленоград, начался традиционный салют. В этом году он продлился не 10 минут, а 16.

## Музыка
Список произведений служебно-строевого репертуара для музыкального обеспечения военного парада 9 мая 2010 года.
I. Встреча Знамени Победы:
1. А. Александров «Священная война»
II. Объезд войск:
1. С. Чернецкий «Встречный марш победителей-танкистов»
2. Д. Кадеев «Встречный марш для выноса боевого знамени»
3. Н. Иванов-Радкевич «Гвардейский встречный марш ВМФ»
4. С. Чернецкий «Встречный марш военных училищ»
5. Д. Перцев «Встречный марш»
6. С. Чернецкий «Встречный марш Красной армии»
7. Е. Аксенов «Встречный марш»
8. Марш Лейб-гвардии Преображенского полка
9. А. Головин «Московская парадная фанфара» («Слушайте все»)
III. Окончание речи Президента Российской Федерации:
1. Государственный Гимн Российской Федерации
2. Сигнал «Отбой!»
IV. Прохождение торжественным маршем пеших колонн:
1. Марш «Триумф победителей»
2. В. Соловьёв-Седой «Баллада о солдате»
3. Б. Мокроусов «Марш защитников Москвы»
4. Марш «Герой»
5. Б. Диев марш «На страже мира»
6. Ю. Хайт «Все выше»
7. В. Плешак «Экипаж одна семья»
8. Т. Хренников «Марш артиллеристов»
9. О. Фельцман «Марш космонавтов»
10. Б. Окуджава «Нам нужна одна победа»
11. Э. Ханок «Служить России»
12. Д. Тухманов «День Победы»
V. Прохождение механизированной колонны:
1. Марш «Герой»
2. М. Блантер «Катюша»
3. В. Халилов «Кант»
4. С. Чернецкий «Марш танкистов»
5. Марш «Герой»
6. М. Блантер «Катюша»
7. В. Халилов «Кант»
8. С. Чернецкий «Марш танкистов»
VI. Пролёт авиации:
1. Ю.Хайт «Все выше»
2. В.Соловьёв-Седой «Пилоты»
3. В.Соловьёв-Седой «Пора в путь-дорогу»
4. Ю.Хайт «Все выше»
5. В.Соловьёв-Седой «Пилоты»
6. С.Данильченко «Мелодия Победы»
VII. Окончание парада:
1. М. Глинка «Славься» (из оперы «Жизнь за царя»)
2. Л. В. Бетховен «Ода к радости» (Симфония № 9, финал)
3. Д. Тухманов «День Победы»
4. В. Агапкин марш «Прощание славянки»
Дирижёр сводного оркестра начальник Военно-оркестровой службы ВС РФ — Главный военный дирижёр, генерал-майор Валерий Халилов.

## Гости
В торжествах принимали участие:

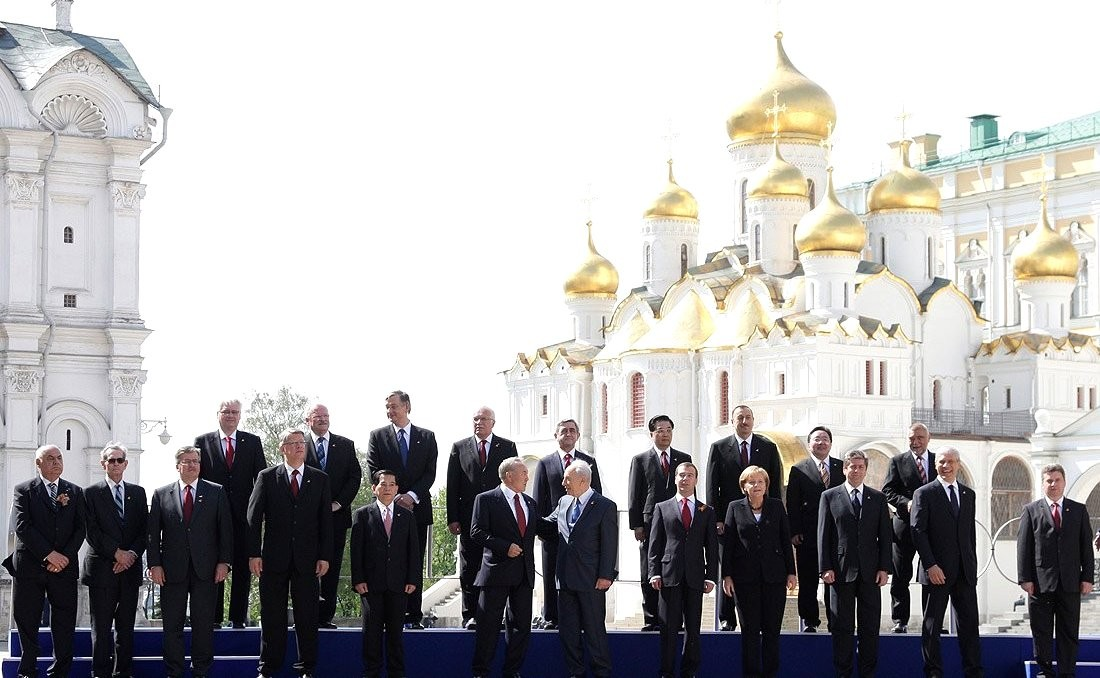
Иностранная делегация

- Ильхам Алиев — президент Азербайджана
- Серж Саргсян — президент Армении
- Георгий Пырванов — президент Болгарии
- Нгуен Минь Чиет — президент Вьетнама
- Ангела Меркель — канцлер Германии
- Шимон Перес — президент Израиля
- Нурсултан Назарбаев — президент Казахстана
- Ху Цзиньтао — председатель КНР
- Валдис Затлерс — президент Латвии
- Георге Иванов — президент Македонии
- Цахиагийн Элбэгдорж — президент Монголии
- Бронислав Коморовский — и. о. президента Польши
- Борис Тадич — президент Сербии
- Иван Гашпарович — президент Словакии
- Данило Тюрк — президент Словении
- Эмомали Рахмон — президент Таджикистана
- Гурбангулы Бердымухамедов — президент Туркменистана
- Иво Йосипович — президент Хорватии
- Филип Вуянович — президент Черногории
- Вацлав Клаус — президент Чехии
- Тоомас Ильвес — президент Эстонии
- Турбьёрн Ягланд — генеральный секретарь Совета Европы[9]
- Сергей Багапш — президент Абхазии[10]
- Эдуард Кокойты — президент Южной Осетии[11]

Не смогли приехать на парад победы:
- Исполняющий обязанности президента Молдавии, председатель парламента Михай Гимпу отказался от участия в Параде Победы в Москве 9 мая 2010 года

«Это парад, есть приглашённые. Кто хочет — участвует, не хочет — не участвует… Меня ничего не связывает с Москвой. Туда едут лишь победители, что делать там побеждённым… Я согласен с тем, что исполняется 65 лет со дня окончания Второй мировой войны, но я не могу забыть несчастья, депортации, голод, через которые прошли граждане Молдовы во время Советского Союза… Как я могу участвовать в параде рядом с армией, которая принесла коммунизм, организовала голод и депортации в Сибирь? Эта армия стояла и в основе образования Приднестровья… Интересно, а присутствие российской армии на трети национальной территории Молдовы, неконтролируемой конституционными властями — это значит, что у нас хорошие отношения?» — сказал Михай Гимпу.

- Барак Обама не приехал в Москву на парад на Красной площади, поскольку в это время ему вручали диплом почётного доктора юридических наук в Хэмптонском университете.[13]
- Сильвио Берлускони не приехал на торжества из-за финансового кризиса. Его разрешение требует постоянного нахождения в Италии.[14]
- Николя Саркози также по причине финансового кризиса отменил визит в Москву.[15]
- Александр Лукашенко и Виктор Янукович участвовали в парадах в собственных государствах.[16] Но ещё 8 мая они принимали участие в церемониях в Москве, посвящённых 65-летию Победы в Великой Отечественной войне.[17]
- Гордон Браун отказался от участия в торжественных мероприятиях в связи с поражением Лейбористской партии на состоявшихся в четверг парламентских выборах.[18]

## Техника

### Историческая
В ходе «исторической» части парада показаны танки Т-34-85 и САУ СУ-100.

### Современная
- Бронированные автомобили ГАЗ-2975 «Тигр»
- Разведывательно-патрульные машины «БПМ-97»[19]
- Бронетранспортёры БТР-80
- Боевые машины пехоты БМП-3
- Танки Т-90А
- Самоходные гаубицы Мста-С
- Зенитные ракетные комплексы Бук-М2
- Тяжёлые огнемётные системы ТОС-1А Солнцепёк
- Реактивные системы залпового огня Смерч
- Зенитные ракетные комплексы С-400
- Зенитные ракетно-пушечные комплексы Панцирь-С1
- Оперативно-тактические комплексы Искандер
- Подвижные грунтовые ракетные комплексы РТ-2ПМ2 «Тополь-М».

### Впервые принявшая участие в параде
Впервые продемонстрированы:
- Разведывательно-патрульные машины «БПМ-97»
- Тяжёлые огнемётные системы ТОС-1А Солнцепёк
- Зенитные ракетно-пушечные комплексы Панцирь-С1
- ПГРК РТ-2ПМ2 «Тополь-М».

## Военная авиация

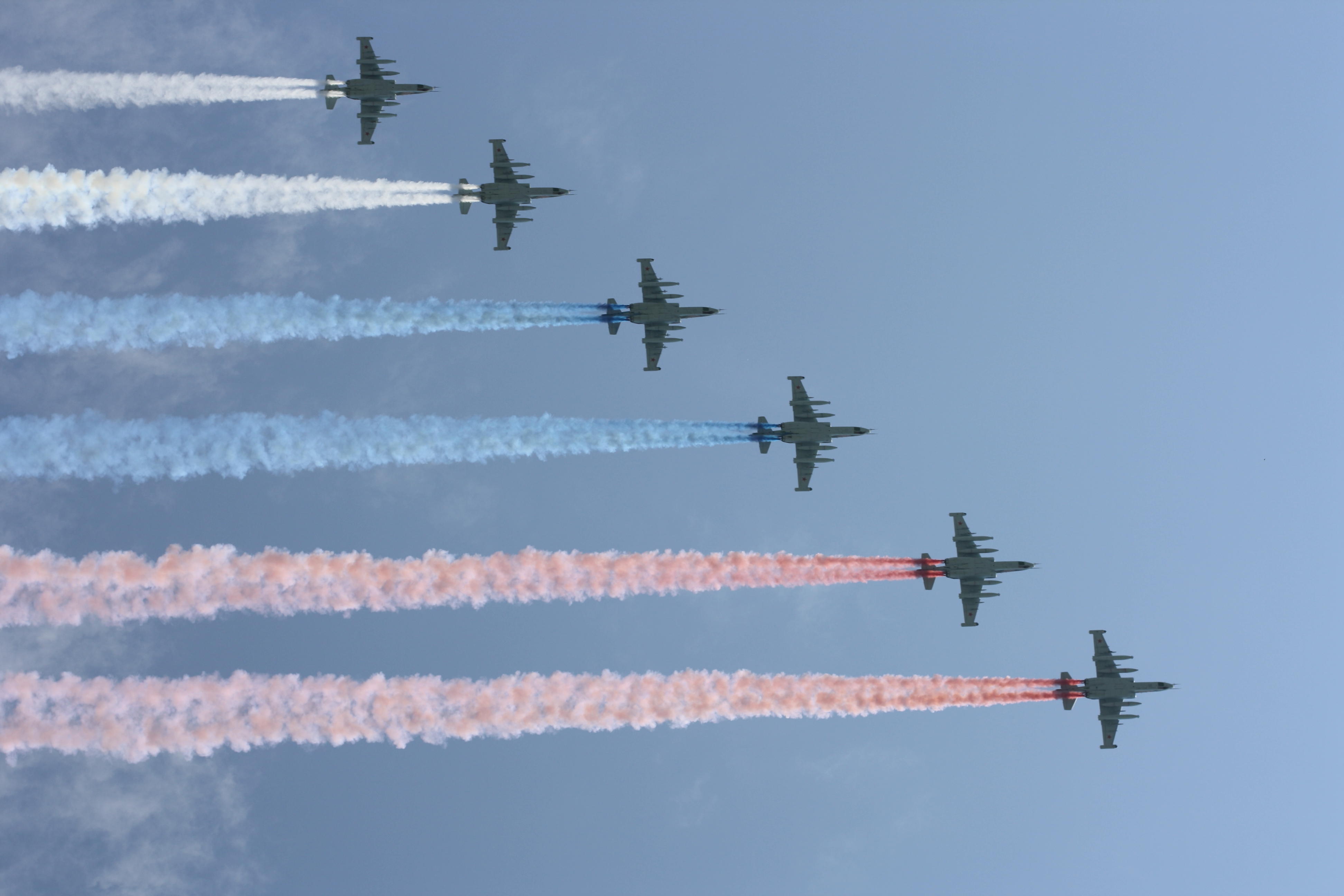
Флаг Российской Федерации, «нарисованный» Су-25

В рамках авиационной части парада над Красной площадью пролетели около 127 единиц авиационной техники, в числе которых — военно-транспортные самолёты Ил-76, Ил-78, Ан-124, стратегические бомбардировщики Ту-160, Ту-95МС и Ту-22М3, самолёты авиации специального назначения Ил-80 и А-50, штурмовики и истребители Су-25, Су-27, МиГ-29, МиГ-31, фронтовой бомбардировщик Су-24. Впервые в параде приняли участие самолёты Як-130, Ил-80 и вертолёт Ми-26.
В финальной части парада экипажи на штурмовиках Су-25 в небе над Красной площадью «нарисовали» флаг Российской Федерации. Штурмовики Су-25 и истребители МиГ-29, которые должны были пройти после вертолётов, выстроившись в небе цифрой «65», пролетели над вертолётами из-за того, что вертолёты вылетели не в 10:58, как планировалось, а в 11:00.

## Телетрансляция парада

### Страны
Парад транслировался в прямом эфире в следующих странах:
- Россия — «Первый», «Россия 1», «ТВЦ», «Россия 24»
- Украина — «Первый»

### Аудитория
Согласно результатам исследования компании «TNS Россия», трансляцию парада 9 мая 2010 года смотрели 50 процентов телезрителей Первого канала. Для сравнения: финал «Евровидения» на нём же посмотрели около 54 процентов зрителей. Кроме того, прямую трансляцию Парада Победы на телеканале «Россия 1» смотрели 25,5 процента телезрителей, за счёт чего общая доля смотревших парад превышает процент россиян, смотревших финал «Евровидения».
По информации от TNS, «минуту молчания» на Первом канале 9 мая смотрели 34,6 процента телезрителей, а на канале «Россия 1» — 18,3 процента зрителей. Салют и концерт в честь праздника на Первом канале привлекли 23 процента зрителей, а на «России 1» — 16 процентов.

### Фото и видео
- 360º полноэкранные панорамы Парада, посвящённого 65-летию Победы